# Oxelaëre
Oxelaëre [ɔksəlaʁ] est une commune française située dans le département du Nord, en région Hauts-de-France.

## Géographie

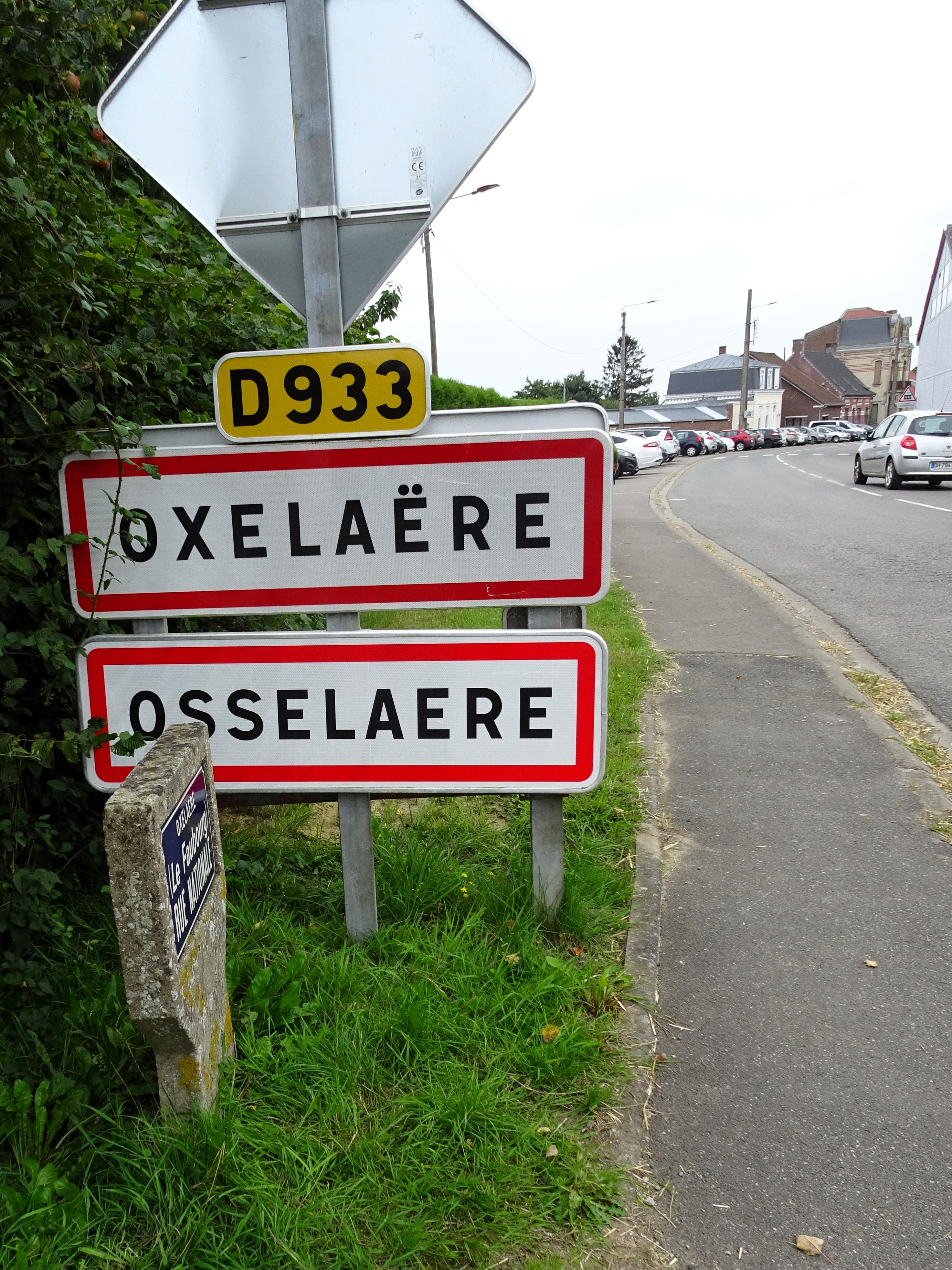
Oxelaere city limit sur la D933

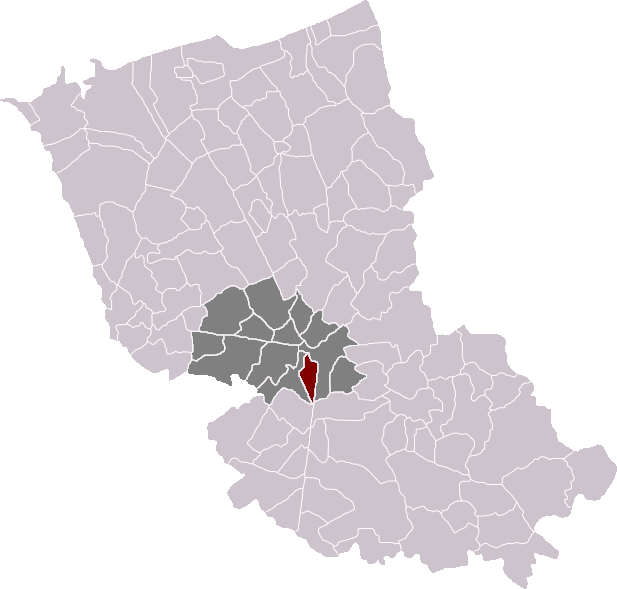
Oxelaëre dans son canton et son arrondissement

### Situation
Canton de Bailleul (auparavant dans l'ex canton de Cassel)
Arrondissement de Dunkerque

### Communes limitrophes
|            |          | Cassel              |
| Bavinchove | Oxelaëre | Sainte-Marie-Cappel |
|            |          | Hondeghem           |

### Hydrographie

#### Réseau hydrographique
La commune est située dans le bassin Artois-Picardie. Elle est drainée par la Peene Becque, la Schoe Becque, le bornhol Becque et un autre petit cours d'eau,.
La Peene Becque, d'une longueur de 24 km, prend sa source dans la commune de Cassel, à 86 m d'altitude, et se jette  dans l'Yser à Wormhout, à 6 m d'altitude, après avoir traversé dix communes.

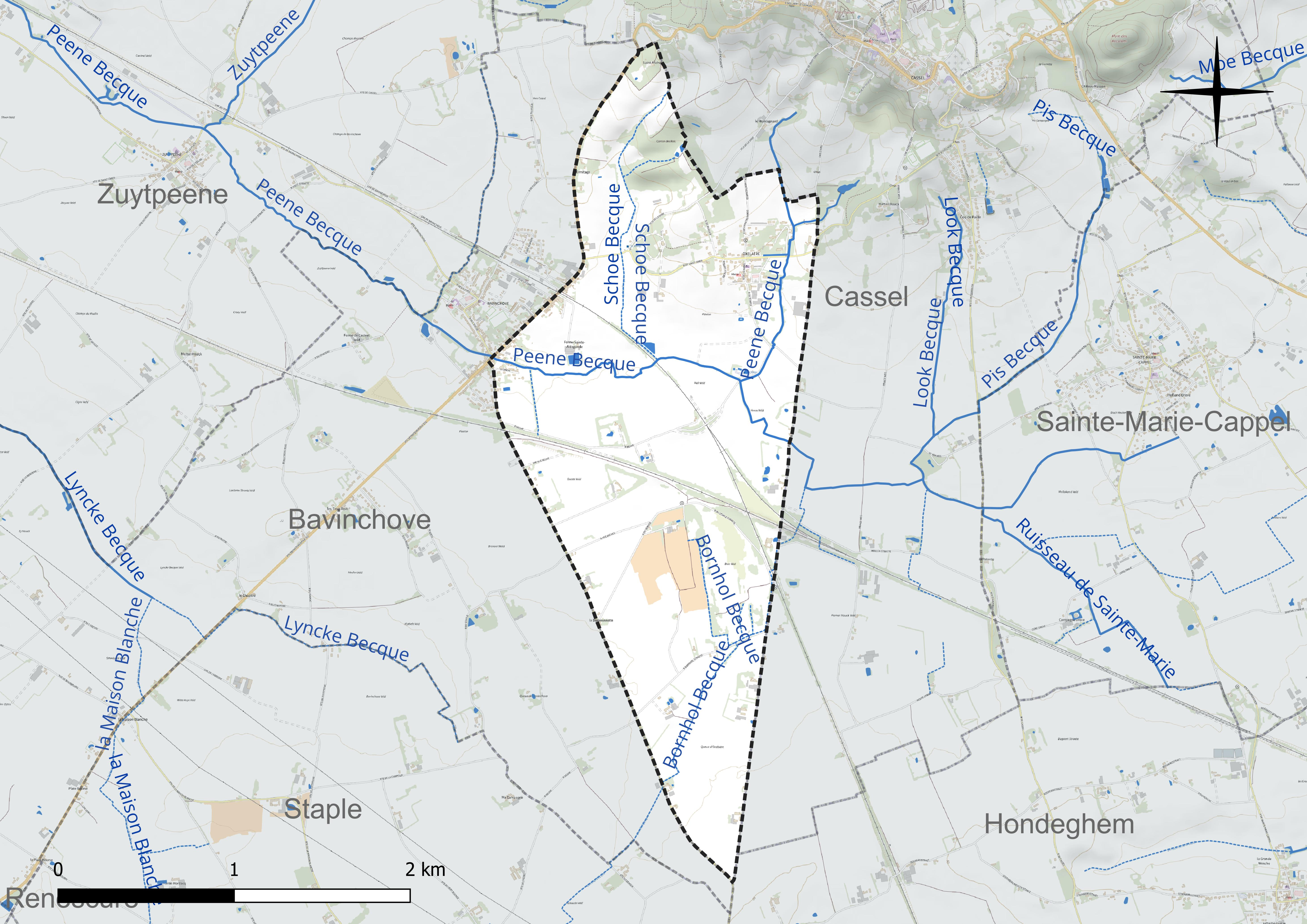
Réseau hydrographique d'Oxelaëre.

#### Gestion et qualité des eaux
Le territoire communal est couvert par le schéma d'aménagement et de gestion des eaux (SAGE) « Yser ». Ce document de planification concerne un territoire de 381 km2 de superficie, délimité par le bassin versant de l'Yser en France. Le périmètre a été arrêté le 8 novembre 2005 et le SAGE proprement dit a été approuvé le 30 novembre 2016. La structure porteuse de l'élaboration et de la mise en œuvre est l'Union syndicale d'aménagement hydraulique du Nord (USAN).
La qualité des cours d'eau peut être consultée sur un site dédié géré par les agences de l'eau et l'Agence française pour la biodiversité.

### Climat
Pour des articles plus généraux, voir Climat des Hauts-de-France et Climat du Nord.
En 2010, le climat de la commune est de type climat océanique altéré, selon une étude du CNRS s'appuyant sur une série de données couvrant la période 1971-2000. En 2020, Météo-France publie une typologie des climats de la France métropolitaine dans laquelle la commune est exposée à un climat océanique et est dans la région climatique  Côtes de la Manche orientale, caractérisée par un faible ensoleillement (1 550 h/an) ; forte humidité de l'air (plus de 20 h/jour avec humidité relative > 80 % en hiver), vents forts fréquents.
Pour la période 1971-2000, la température annuelle moyenne est de 10,4 °C, avec une amplitude thermique annuelle de 13,7 °C. Le cumul annuel moyen de précipitations est de 821 mm, avec 13 jours de précipitations en janvier et 8,5 jours en juillet. Pour la période 1991-2020, la température moyenne annuelle observée sur la station météorologique la plus proche, située sur la commune de Steenvoorde à 8 km à vol d'oiseau, est de 11,2 °C et le cumul annuel moyen de précipitations est de 727,8 mm,. Pour l'avenir, les paramètres climatiques de la commune estimés pour 2050 selon différents scénarios d'émission de gaz à effet de serre sont consultables sur un site dédié publié par Météo-France en novembre 2022.

## Urbanisme

### Typologie
Au 1er janvier 2024, Oxelaëre est catégorisée bourg rural, selon la nouvelle grille communale de densité à sept niveaux définie par l'Insee en 2022.
Elle est située hors unité urbaine et hors attraction des villes,.

### Occupation des sols
L'occupation des sols de la commune, telle qu'elle ressort de la base de données européenne d'occupation biophysique des sols Corine Land Cover (CLC), est marquée par l'importance des territoires agricoles (91,3 % en 2018), une proportion identique à celle de 1990 (91,3 %). La répartition détaillée en 2018 est la suivante : 
terres arables (76,4 %), zones agricoles hétérogènes (14,8 %), zones industrielles ou commerciales et réseaux de communication (5,5 %), zones urbanisées (2,2 %), forêts (1 %). L'évolution de l'occupation des sols de la commune et de ses infrastructures peut être observée sur les différentes représentations cartographiques du territoire : la carte de Cassini (XVIIIe siècle), la carte d'état-major (1820-1866) et les cartes ou photos aériennes de l'IGN pour la période actuelle (1950 à aujourd'hui).

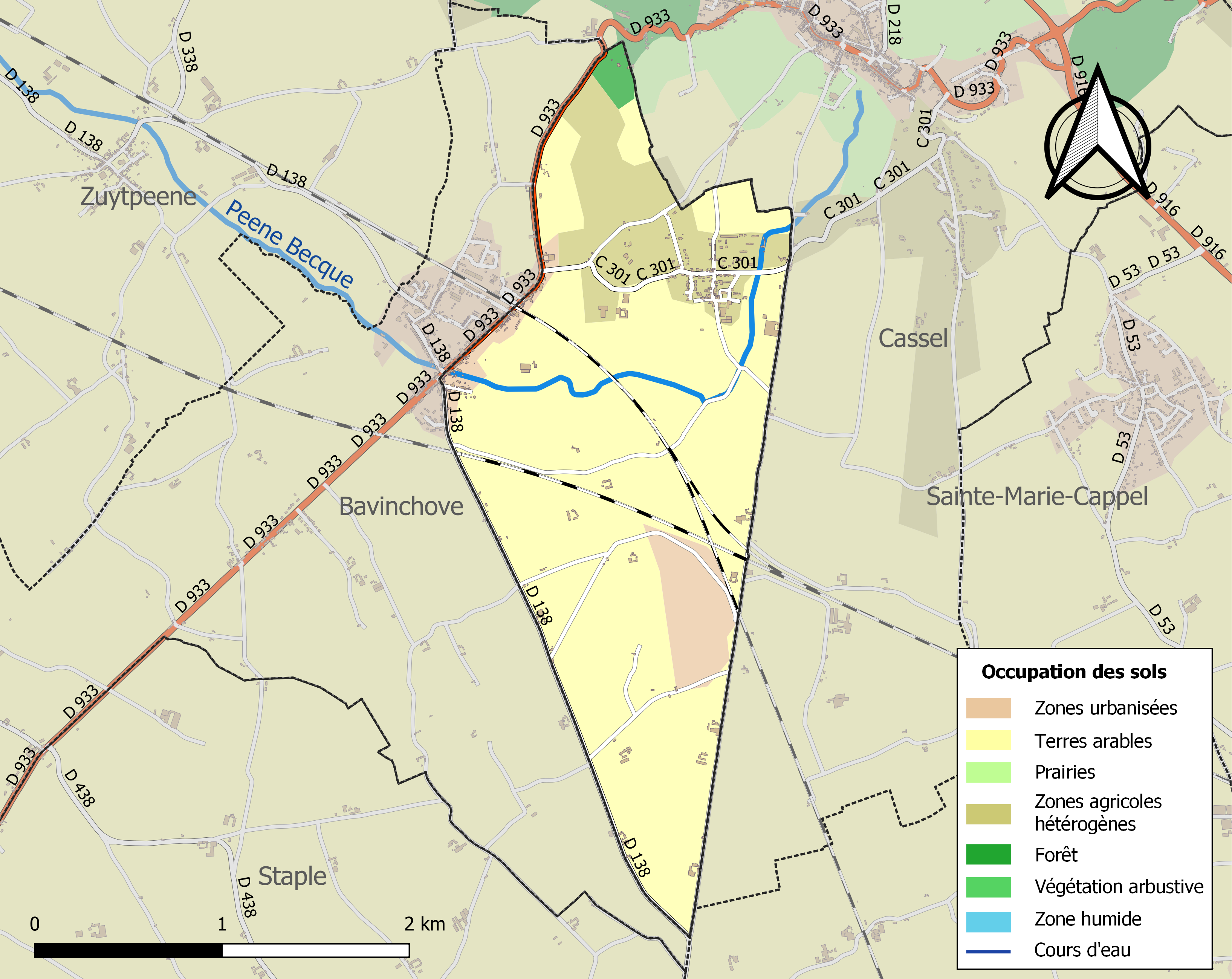
Carte des infrastructures et de l'occupation des sols de la commune en 2018 (CLC).

## Toponymie
Le toponyme Oxelaëre est attesté en 1115 par la graphie latine Osclarum, en 1130 par Ocslera. Il se nomme encore aujourd'hui Okselare en flamand.
Oxelaëre signifierait la terre défrichée (laer) de Oschis ou Ans.
Il existe aussi une étymologie pseudo-savante faisant référence au bœuf, Ochs ou Ochse.
Une simple hypothèse gauloise, proposée en son temps par le linguiste Albert Dauzat, décompose le toponyme originel en uxo/loci, soit la "clairière de la hauteur" ou "clairière sur la hauteur". La racine qualificative "uxo" que l'on retrouve dans le toponyme Luxeuil, indique communément une hauteur, ici le Mont-Cassel. La racine première loci ou sa variante locri désigne un lieu ouvert ou remarquable, une clairière. Cette racine première a le plus souvent engendré les toponymes dits à suffixes en -loo ou -lo, comme Waterloo.

## Histoire
Oxelaëre était traversée dans le passé par une voie romaine menant de Cassel à Aire-sur-la-Lys, passant par Staple, Wallon-Cappel, Sercus, Thiennes et d'Aire se poursuivait vers Amiens , via Saint-Pol-sur-Ternoise, Doullens.
Du point de vue religieux, la commune était située dans le diocèse de Thérouanne puis dans le diocèse d'Ypres, doyenné de Cassel.
À La fin du XVIIIe siècle, avant la Révolution française, Louis-Auguste-François-Denis Lenglée est seigneur d'Oxelaëre et Escobecque. Il a pour épouse Adélaïde-Marie-Thérèse Cornil.
Pendant la Première Guerre mondiale, des troupes passent par Oxelaëre qui est située à l'arrière du front; ainsi par exemple, en mai 1917, la commune accueille des troupes d'infanterie venant du front de l'est.
La centrale solaire photovoltaïque d'Oxelaëre est mise en service en 2021,.

## Héraldique
|  | Les armes de Oxelaëre se blasonnent ainsi : "Echiqueté d'or et de gueules." |

## Politique et administration
| Période                                  | Période        | Identité                                        | Étiquette | Qualité |
| ---------------------------------------- | -------------- | ----------------------------------------------- | --------- | --- |
| 1789                                     | 1790           | Matthieu Joseph QUAEYBEUR                       |           | |
| 1790                                     | 1792           | Pierre François Joseph JOLY                     |           | |
| 1792                                     | 1794           | Jacques Nicolas BAETEMAN                        |           | |
| 1794                                     | 1795           | Pierre Jean FAES                                |           | |
| 1795                                     | 1802           | Pierre Antoine DEMAN                            |           | |
| 1800                                     | 1803           | Joachim VERBEKE                                 |           | |
| 1803                                     | 1816           | Pierre-Antoine DEMAN                            |           | |
| avril 1816                               | mars 1835      | Charles Joseph COSTENOBEL                       |           | |
| mars 1835                                | juillet 1839   | Albert Joseph de LENCQUESAING                   |           | |
| juillet 1839                             | août 1843      | Charles Joseph COSTENOBEL                       |           | |
| septembre 1843                           | septembre 1870 | Louis Joseph FAES                               |           | |
| novembre 1870                            | avril 1871     | Fortuné Désiré Joseph DUTAILLY                  |           | |
| mai 1871                                 | 1898,          | François Amand JOOS                             |           | |
| 1898                                     | 1919           | Edouard Victor WEILLAERT                        |           | |
| 1919                                     | 1945           | René Henri Louis Joseph FAURE                   | URD       | Député de la 1re circonscription d'Hazebrouck 1928 à 1936, Conseiller général du Canton de Cassel de 1925 à 1937. |
| 1945                                     | 1947           | Joseph Louis Charles SCHACHT                    |           | |
| 1947                                     | 1971           | Gérard René Raymond VANDAELE                    |           | |
| 1971                                     | 1976           | Laurent Marie Joseph LEMAIRE                    |           | |
| 1976                                     | 1983           | Denis Arthur Alphonse Corneille TIMMERMAN       |           | |
| 1983                                     | 1995           | Thérèse Germaine Christine DUBREUCQ-MOLIN       |           | |
| 1995                                     | 2008           | Marie-Christine Suzanne Renée CODDEVILLE-HUYGHE |           | |
| mars 2008                                | En cours       | Stéphane Jean Michel Cornil DIEUSAERT           | UMP-LR    | Conseiller général du canton de Cassel de 2011 à 2015 Conseiller départemental du canton de Bailleul depuis 2021  |
| Les données manquantes sont à compléter. |                |                                                 |           | |

## Population et société

### Démographie

#### Évolution démographique
L'évolution du nombre d'habitants est connue à travers les recensements de la population effectués dans la commune depuis 1793. Pour les communes de moins de 10 000 habitants, une enquête de recensement portant sur toute la population est réalisée tous les cinq ans, les populations de référence des années intermédiaires étant quant à elles estimées par interpolation ou extrapolation. Pour la commune, le premier recensement exhaustif entrant dans le cadre du nouveau dispositif a été réalisé en 2006.

En 2022, la commune comptait 533 habitants, en évolution de +0,95 % par rapport à 2016 (Nord : +0,51 %, France hors Mayotte : +2,11 %).
| 1793 | 1800 | 1806 | 1821 | 1831 | 1836 | 1841 | 1846 | 1851 |
| ---- | ---- | ---- | ---- | ---- | ---- | ---- | ---- | ---- |
| 536  | 513  | 496  | 526  | 486  | 496  | 540  | 530  | 540  |

| 1856 | 1861 | 1866 | 1872 | 1876 | 1881 | 1886 | 1891 | 1896 |
| ---- | ---- | ---- | ---- | ---- | ---- | ---- | ---- | ---- |
| 517  | 507  | 517  | 532  | 537  | 543  | 536  | 509  | 512  |

| 1901 | 1906 | 1911 | 1921 | 1926 | 1931 | 1936 | 1946 | 1954 |
| ---- | ---- | ---- | ---- | ---- | ---- | ---- | ---- | ---- |
| 480  | 513  | 512  | 505  | 429  | 387  | 389  | 601  | 470  |

| 1962 | 1968 | 1975 | 1982 | 1990 | 1999 | 2006 | 2011 | 2016 |
| ---- | ---- | ---- | ---- | ---- | ---- | ---- | ---- | ---- |
| 508  | 571  | 515  | 436  | 383  | 362  | 466  | 524  | 528  |

| 2021 | 2022 | - | - | - | - | - | - | - |
| ---- | ---- | - | - | - | - | - | - | - |
| 528  | 533  | - | - | - | - | - | - | - |

#### Pyramide des âges
La population de la commune est relativement jeune.
En 2018, le taux de personnes d'un âge inférieur à 30 ans s'élève à 39,4 %, soit en dessous de la moyenne départementale (39,5 %). À l'inverse, le taux de personnes d'âge supérieur à 60 ans est de 22,2 % la même année, alors qu'il est de 22,5 % au niveau départemental.
En 2018, la commune comptait 268 hommes pour 250 femmes, soit un taux de 51,74 % d'hommes, largement supérieur au taux départemental (48,23 %).
Les pyramides des âges de la commune et du département s'établissent comme suit.
| Hommes | Classe d’âge | Femmes |
| ------ | ------------ | ------ |
| 0,8    | 90 ou +      | 1,7    |
| 5,8    | 75-89 ans    | 5,4    |
| 13,4   | 60-74 ans    | 17,6   |
| 20,1   | 45-59 ans    | 15,4   |
| 19,6   | 30-44 ans    | 21,6   |
| 19,7   | 15-29 ans    | 16,2   |
| 20,7   | 0-14 ans     | 22,1   |

| Hommes | Classe d’âge | Femmes |
| ------ | ------------ | ------ |
| 0,5    | 90 ou +      | 1,4    |
| 5,3    | 75-89 ans    | 8,1    |
| 14,8   | 60-74 ans    | 16,2   |
| 19,1   | 45-59 ans    | 18,4   |
| 19,5   | 30-44 ans    | 18,7   |
| 20,7   | 15-29 ans    | 19,1   |
| 20,2   | 0-14 ans     | 18     |

## Lieux et monuments
- Église Saint-Martin
- Depuis 2009, Oxelaëre fait partie du réseau Village Patrimoine, coordonné par les Pays de Flandre.

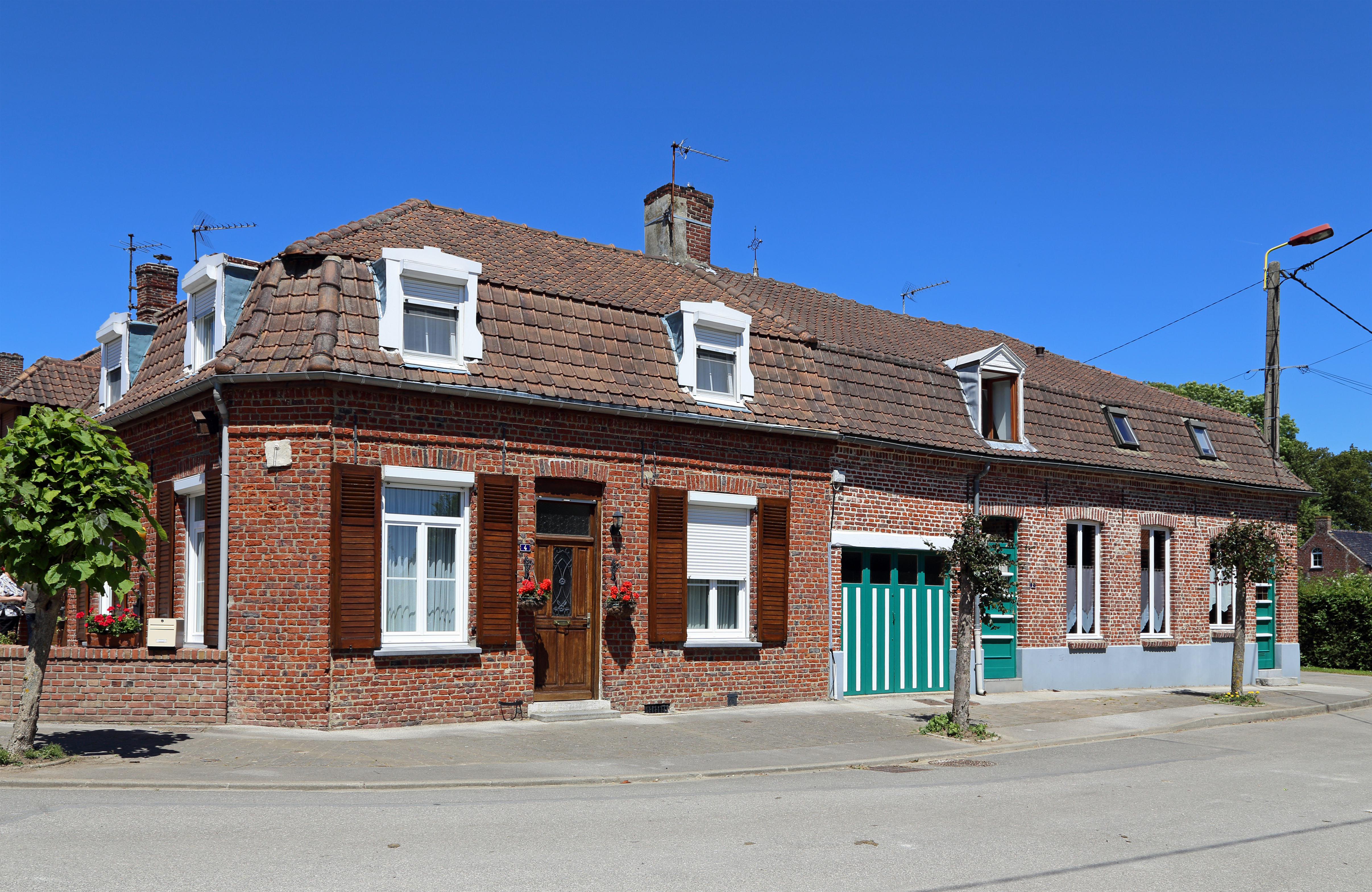
Maisons près de la place du village
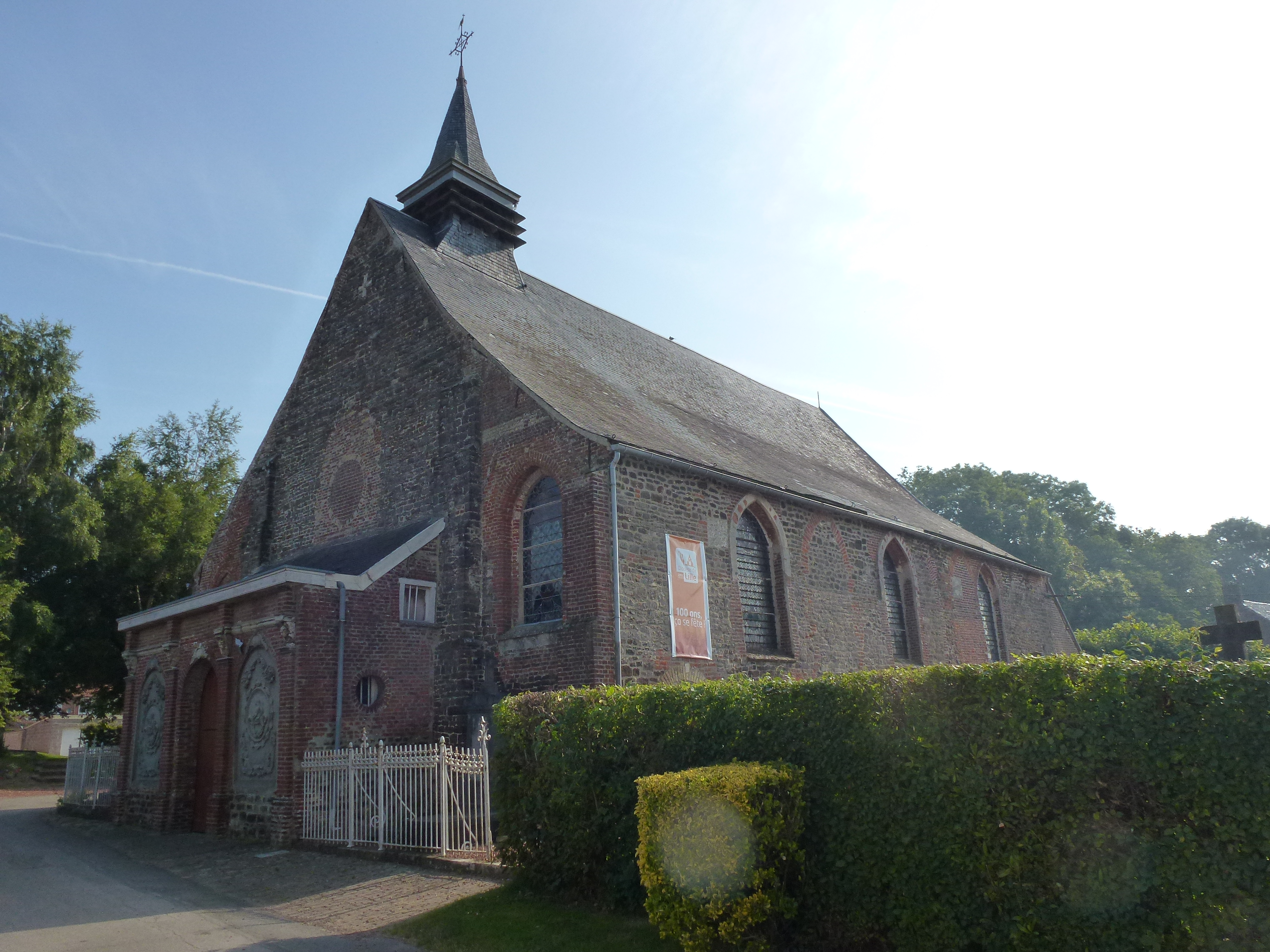
Église Saint-Martin
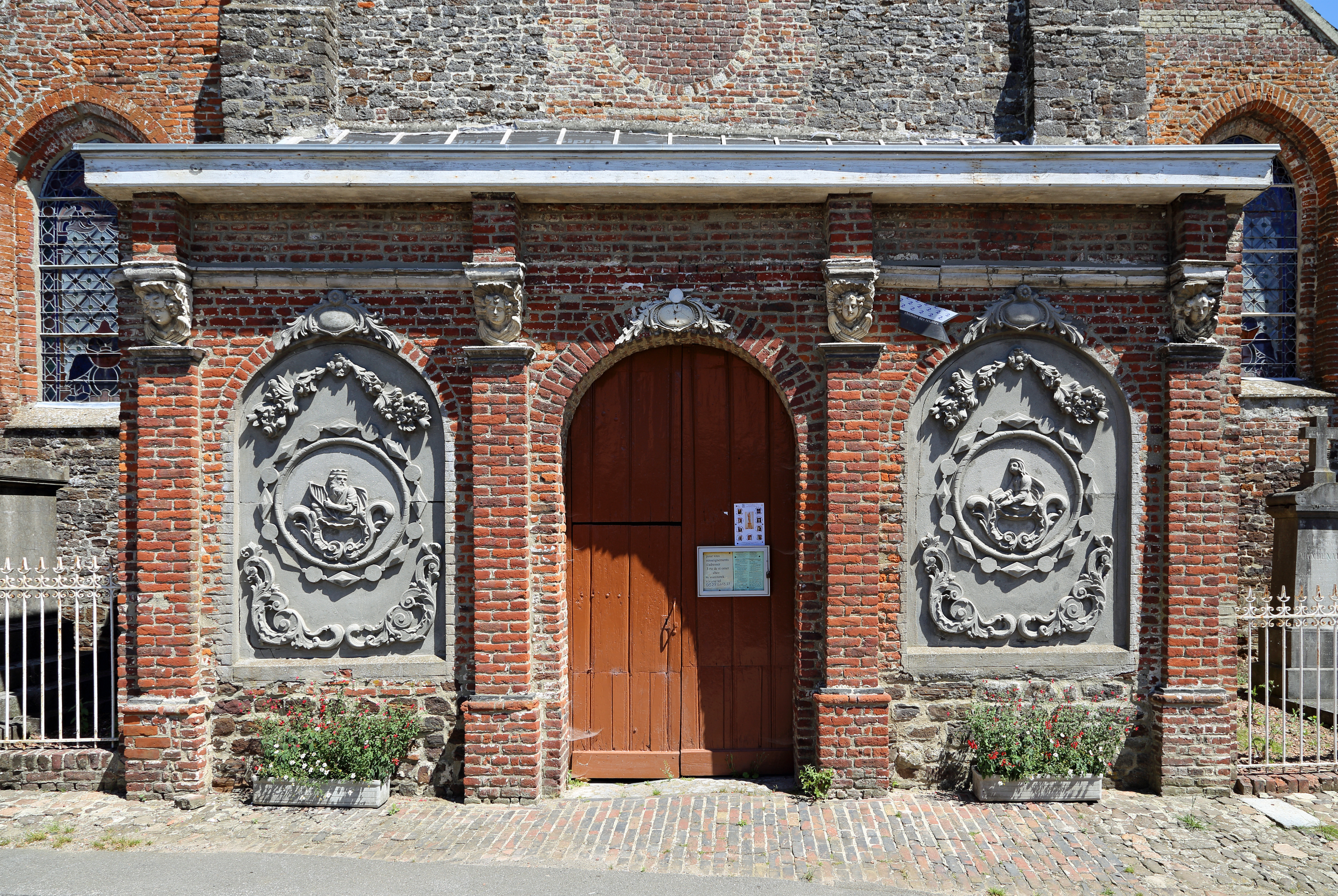
Porche de l'église
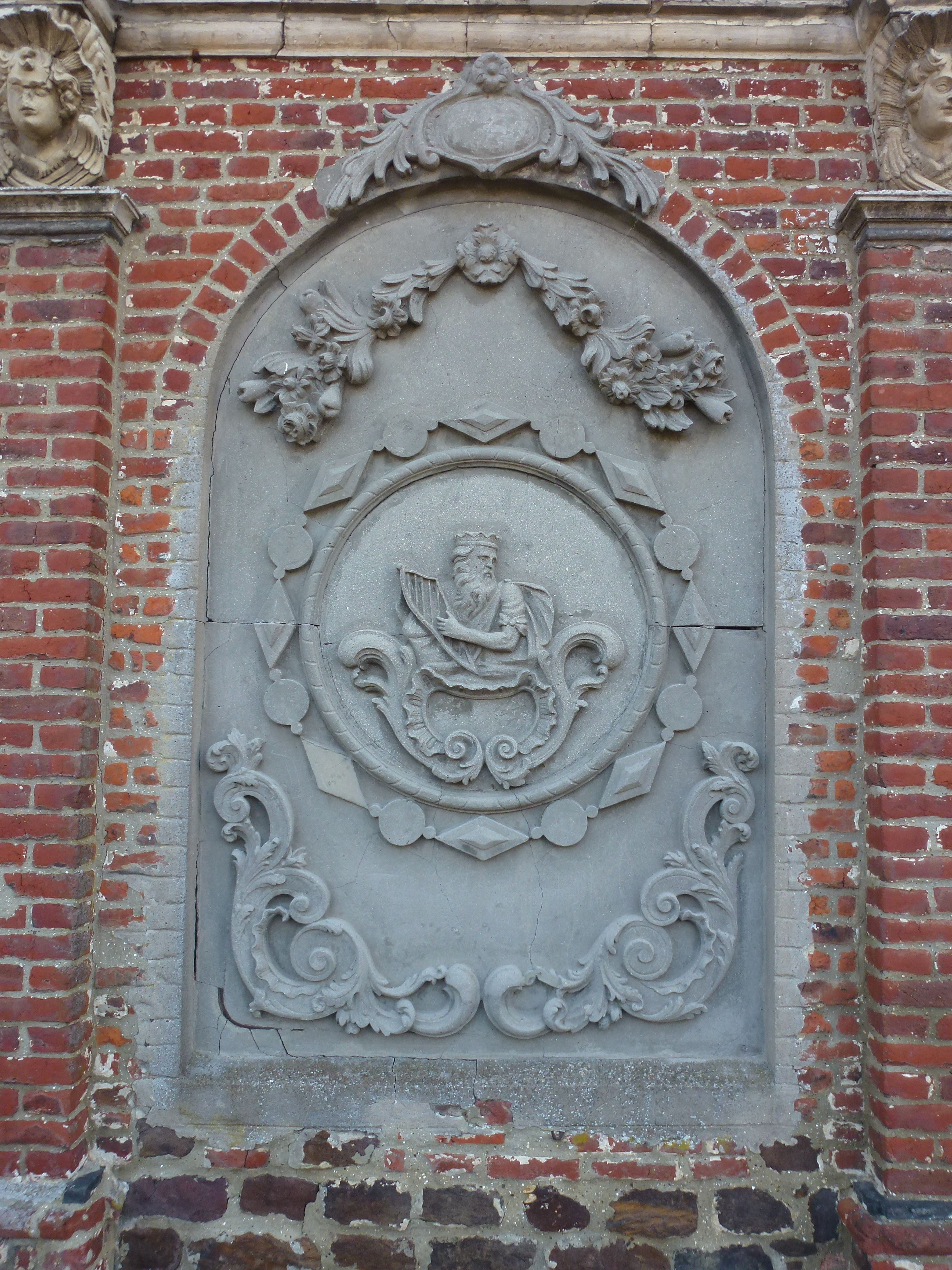
Relief Roi David
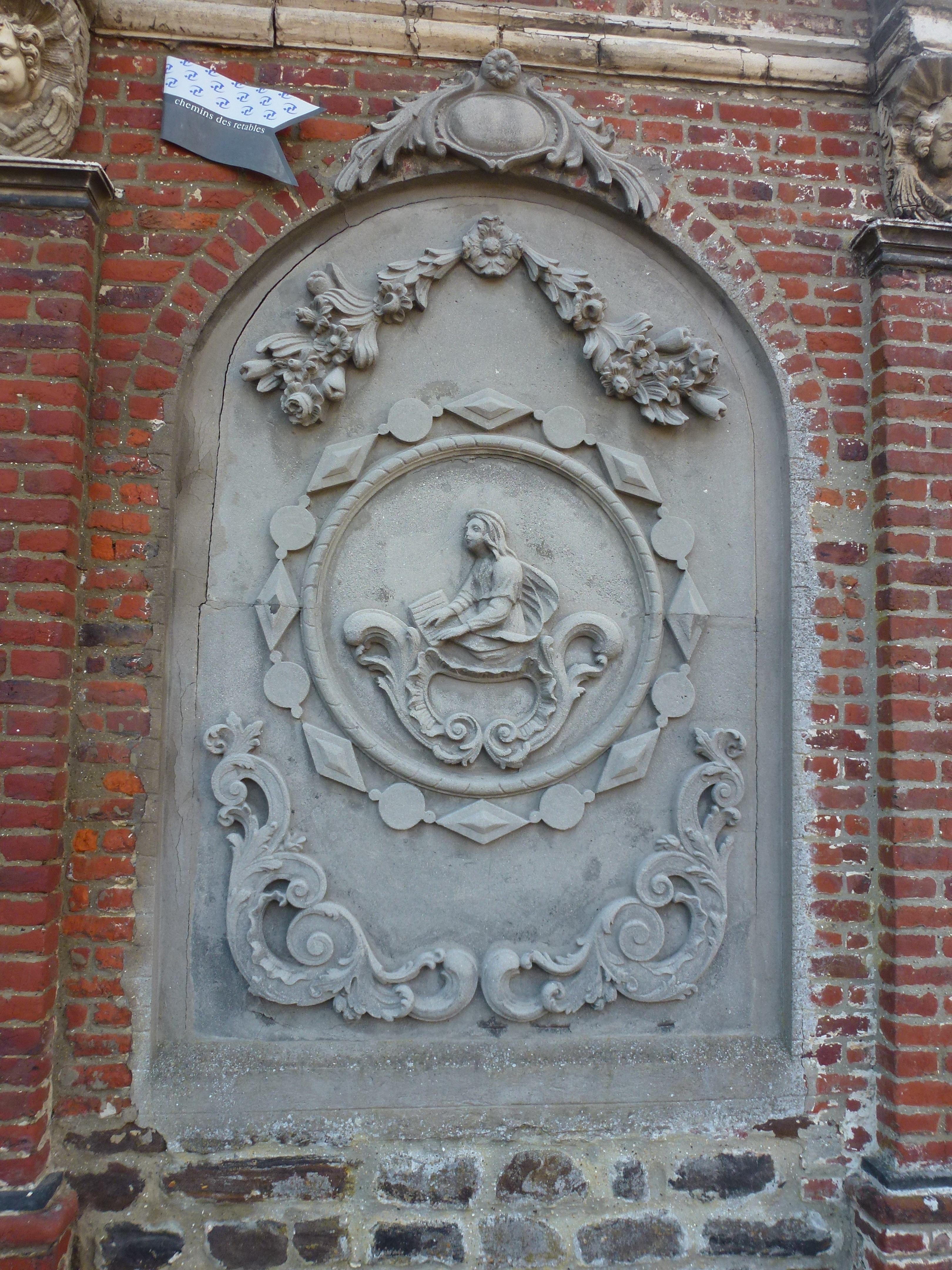
Relief Sainte Cécile
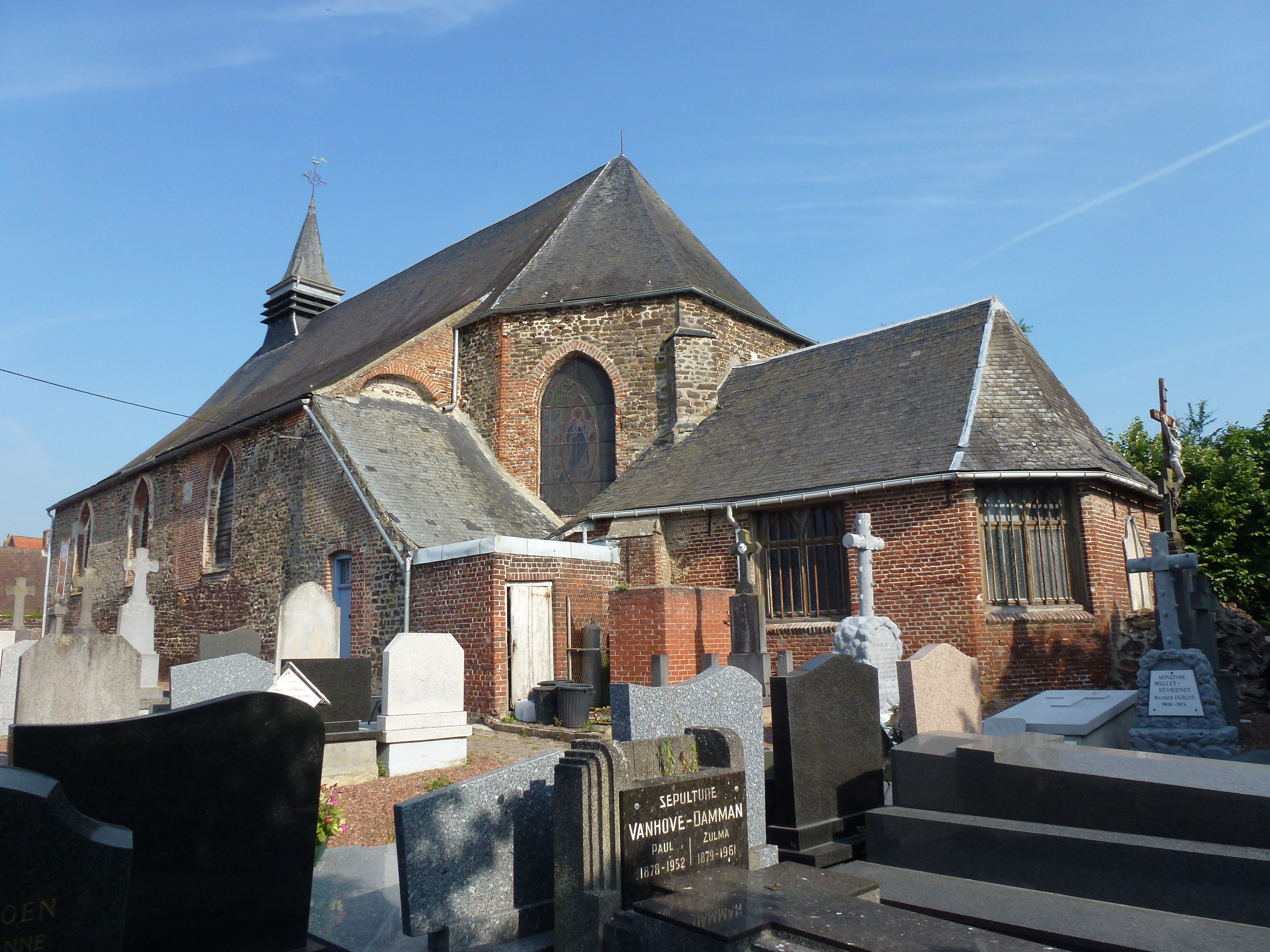
Église et cimetière
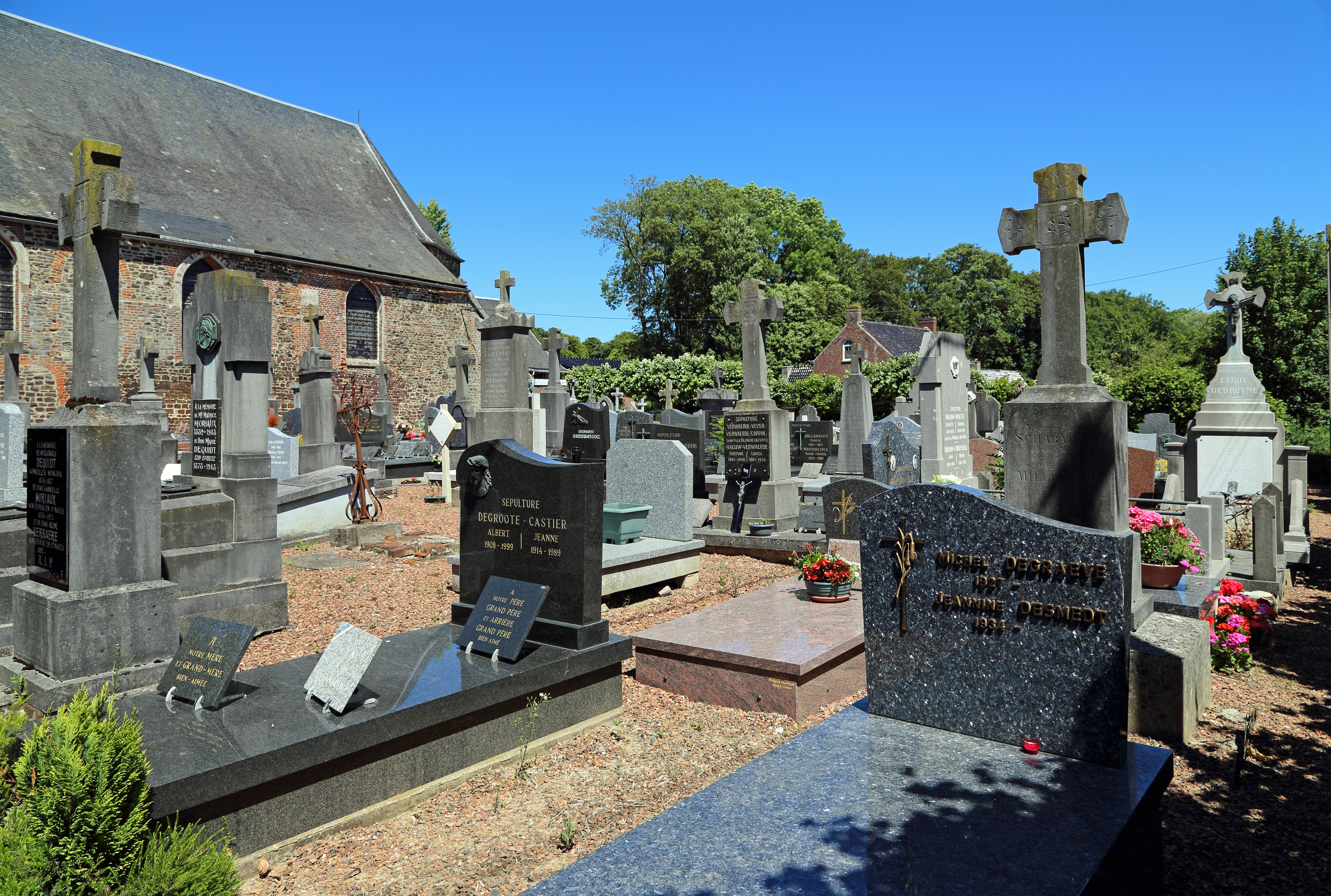
Le cimetière
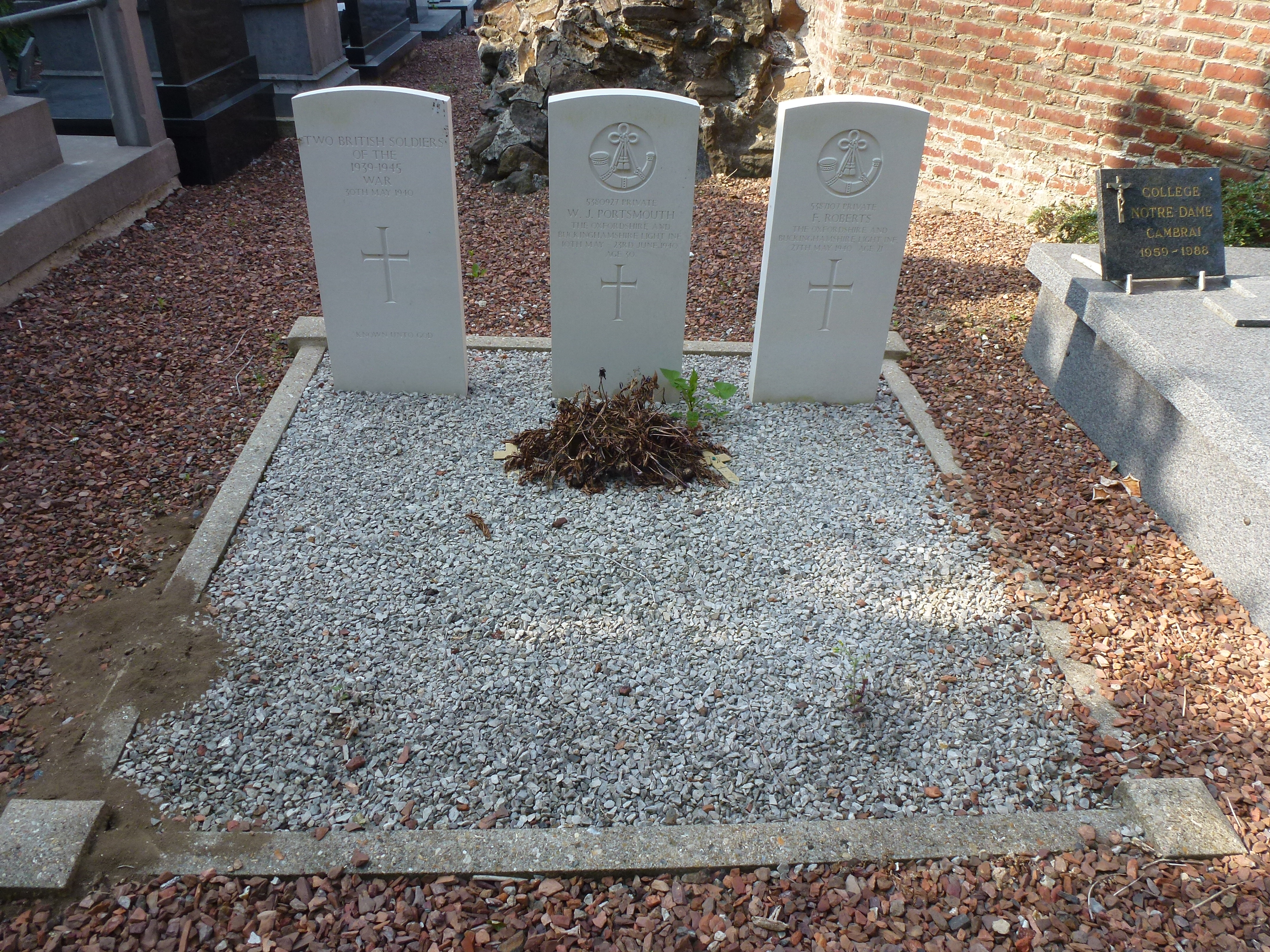
Tombes de guerre de la Commonwealth War Graves Commission

## Fromages
Boulet de Cassel d'Oxelaëre

## Personnalités liées à la commune
- Jean Plichon (1863 - 1936), industriel, homme politique, député
- René André Faure (1882 - 1954), homme politique, député-maire d'Oxelaëre, inhumé au cimetière de la commune

## Pour approfondir